# ヘキサフルオロケイ酸ナトリウム
ヘキサフルオロケイ酸ナトリウム（ヘキサフルオロケイさんナトリウム、sodium fluorosilicate）は、組成式がNa2SiF6の無機化合物である。